# Anchastus raffrayi
Anchastus raffrayi là một loài bọ cánh cứng trong họ Elateridae. Loài này được Candeze miêu tả khoa học năm 1882.